# Aldo Tarlao
Aldo Tarlao (Grado, 26 marzo 1926 – Trieste, 12 marzo 2018) è stato un canottiere italiano.

## Biografia
Nato a Grado, dove viveva il padre, da Giovanni Tarlao e Antonietta Verzier il 26 marzo 1926 ( i genitori si incontrarono a Capodistria, provenienza della madre, che lavorava in una fabbrica di sardine), si trasferisce ancora bambino a Capodistria. Cresciuto con la madre e una sorella in ristrettezze economiche, negli anni svolgerà svariate professioni e una volta stabilitosi a Trieste, lavorerà presso le Ferrovie dello Stato. Inizia in gioventù a interessarsi di canottaggio (già all'età di tredici anni).
Divora Riccardo, il suo primo allenatore, descritto dallo stesso Aldo Tarlao come persona amabile, sarà successivamente ispirazione del nome del figlio. Il suo allenamento estivo comprendeva 2000 metri di allenamento al giorno (durante la seconda guerra mondiale i suoi allenamenti vengono interrotti).
Nell'albo d'oro della C.C. Libertas di Capodistria, le vittorie elencate dal 16 agosto 1947 al 18 settembre 1955 sono 17, di cui 7 campionati italiani seniores e uno juniores (in due con timoniere), 4 campionati europei (sempre due con timoniere) di cui tre vinti consecutivamente fra il 1949 ed il 1951, 2 Giochi del Mediterraneo (di cui uno in due con, e l'altro in quattro con) e la medaglia d'argento alle olimpiadi di Londra nel 1948, piazzandosi al quarto posto nelle successive ad Helsinki.
Durante la seconda guerra mondiale, mentre Tarlao si trovava in cantiere, dei tedeschi (un capitano tedesco e due fascisti) fanno capolino di fronte alla porta e selezionarono il nostro campione per la guerra.
Subito dopo la guerra, a seguito dell'avanzata jugoslava, le barche vengono prelevate e non fu più possibile la possibilità per gli atleti di allenarsi direttamente a Capodistria.
In seguito, riprenderà gli allenamenti fino al '49 a Capodistria (abitava a Capodistria e ogni giorno, si alzava alle 5 di mattina e viaggiava con la bicicletta fino a Trieste per gli allenamenti).  È necessario spostarsi a Trieste, dove vengono messe a disposizione di Tarlao e dei compagni le barche delle società triestine.
Nel 1955 il gruppo si scioglie. La difficoltà di trovare altri compagni dello stesso calibro e dedizione, gli impegni familiari e il panorama sportivo che si delinea nell'immediato dopoguerra, lo inducono ad abbandonare definitivamente il canottaggio.
Si interesserà ancora di sport, orientandosi verso altre attività, in particolare il ciclismo. Sarà direttore sportivo e allenatore per anni con la sua società G.S. Fausto Coppi.
Il nipote, Andrea, ha ottenuto il bronzo nella prova di ciclismo su strada categoria C4-C5 ai Giochi paralimpici di Rio.

## Albo d'oro del C.C. Libertas dal 1947 al 1955
| Località e data                      | Titolo                       | Categoria   | Equipaggio                                                   |
| ------------------------------------ | ---------------------------- | ----------- | ------------------------------------------------------------ |
| Pallanza 16 agosto 1947              | Campionato Italiano Seniores | Due con     | G. Steffè, A. Tarlao, Tim. A. Grio                           |
| Pallanza 16 agosto 1947              | Campionato Italiano Iuniores | Due con     | G. Steffè, A. Tarlao, Tim. A. Grio                           |
| Lucerna 31 agosto 1947               | Campionato Europeo           | Due con     | G. Steffè, A. Tarlao, Tim. A. Grio                           |
| Milano 11 luglio 1948                | Campionato Italiano Seniores | Due con     | G. Steffè, A. Tarlao, Tim. A. Radi                           |
| Londra 9 agosto 1948                 | XIV Olimpiade                | Due con     | G. Steffè, A. Tarlao, Tim. A. Radi                           |
| Padova 7 agosto 1949                 | Campionato Italiano Seniores | Due con     | G. Ramani, A. Tarlao, Tim. L. Marion                         |
| Amsterdam 28 agosto 1949             | Campionato Europeo           | Due con     | G. Ramani, A. Tarlao, Tim. L. Marion                         |
| Milano 15 agosto 1950                | Campionato Italiano Seniores | Due con     | G. Ramani, A. Tarlao, Tim. L. Marion                         |
| Milano 3 settembre 1950              | Campionato Europeo           | Due con     | G. Ramani, A. Tarlao, Tim. L. Marion                         |
| Pallanza 12 agosto 1951              | Campionato Italiano Seniores | Due con     | G. Ramani, A. Tarlao, Tim. L. Marion                         |
| Macon 26 agosto 1951                 | Campionato Europeo           | Due con     | G. Ramani, A. Tarlao, Tim. L. Marion                         |
| Alessandria d'Egitto 16 ottobre 1951 | Giochi del Mediterraneo      | Due con     | G. Ramani, A. Tarlao, Tim. L. Marion                         |
| Salò 31 agosto 1952                  | Campionato Italiano Seniores | Due con     | G. Ramani, A. Tarlao, Tim. L. Marion                         |
| Castel Gandolfo 8 agosto 1953        | Campionato Italiano Seniores | Quattro con | G. Ramani, M. Cociani, P. Deponte, A. Tarlao, Tim. L. Marion |
| Castel Gandolfo 8 agosto 1953        | Campionato Italiano Seniores | Due con     | G. Ramani, A. Tarlao, Tim. L. Marion                         |
| Barcellona 17 luglio 1955            | Giochi del Mediterraneo      | Quattro con | G. Ramani, M. Cociani, B. Sandrin, A. Tarlao, Tim. L. Marion |
| Milano 18 settembre 1955             | Campionato Italiano Seniores | quattro con | G. Ramani, M. Cociani, B. Sandrin, A. Tarlao, Tim. L. Marion |